# ROC Flémalle
Il Royal Olympic Club Flémalle  è stata una squadra di pallamano belga avente sede a Flémalle.

## Storia
È stata fondata nel 1924.

Nella sua storia ha vinto 11 campionati del Belgio e 3 coppe del Belgio.

Nel 2009 si è fusa con l'HC Herstal Liège formando il VOO HC Herstal-Flémalle ROC.

### Altri nomi
- OC Flémallois (1924-1964)
- ROC Flémalle (1964-2009)

## Palmarès

### Trofei nazionali
- Campionati del Belgio: 11
  - 1957-58, 1958-59, 1959-60, 1960-61, 1961-62, 1962-63, 1963-64, 1964-65, 1968-69, 1969-70.
  - 1975-76.
- Coppe del Belgio: 3
  - 1959-60, 1959-60, 1960-61.

## Fonti e bibliografia
- Pagina informativa del club sul sito www.les-sports.info, su les-sports.info.